# Maki Takada
Maki Takada (23 de agosto de 1989, Toyohashi) es una jugadora de baloncesto japonesa.